# Хе Чао
Хе Чао (11 лютого 1992) — китайський стрибун у воду.
Учасник Олімпійських Ігор 2016 року, де в стрибках з 3-метрового трампліна посів 21-ше місце.